# Jean Dourgnon
Jean Dourgnon (1901-1985) est ingénieur électricien français, membre de la Société pour le perfectionnement de l'éclairage et de l'Union des artistes modernes (Art Déco).
Il est l’auteur d’ouvrages de référence sur l’éclairage tels que Le Secret des couleurs avec Marcel Boll et en 1951 La Reproduction des couleurs avec Paul Kowaliski.
Il est inhumé au cimetière du Père-Lachaise (94e division).

## Sources
- Bernard Barraque, L’Éclairagisme entre art et science : Jean Dourgnon (1901-1985), université Paris-XII et Institut d’urbanisme de Paris, octobre 1986, 92 p. (présentation en ligne).